# Bitwa pod Jełaniem

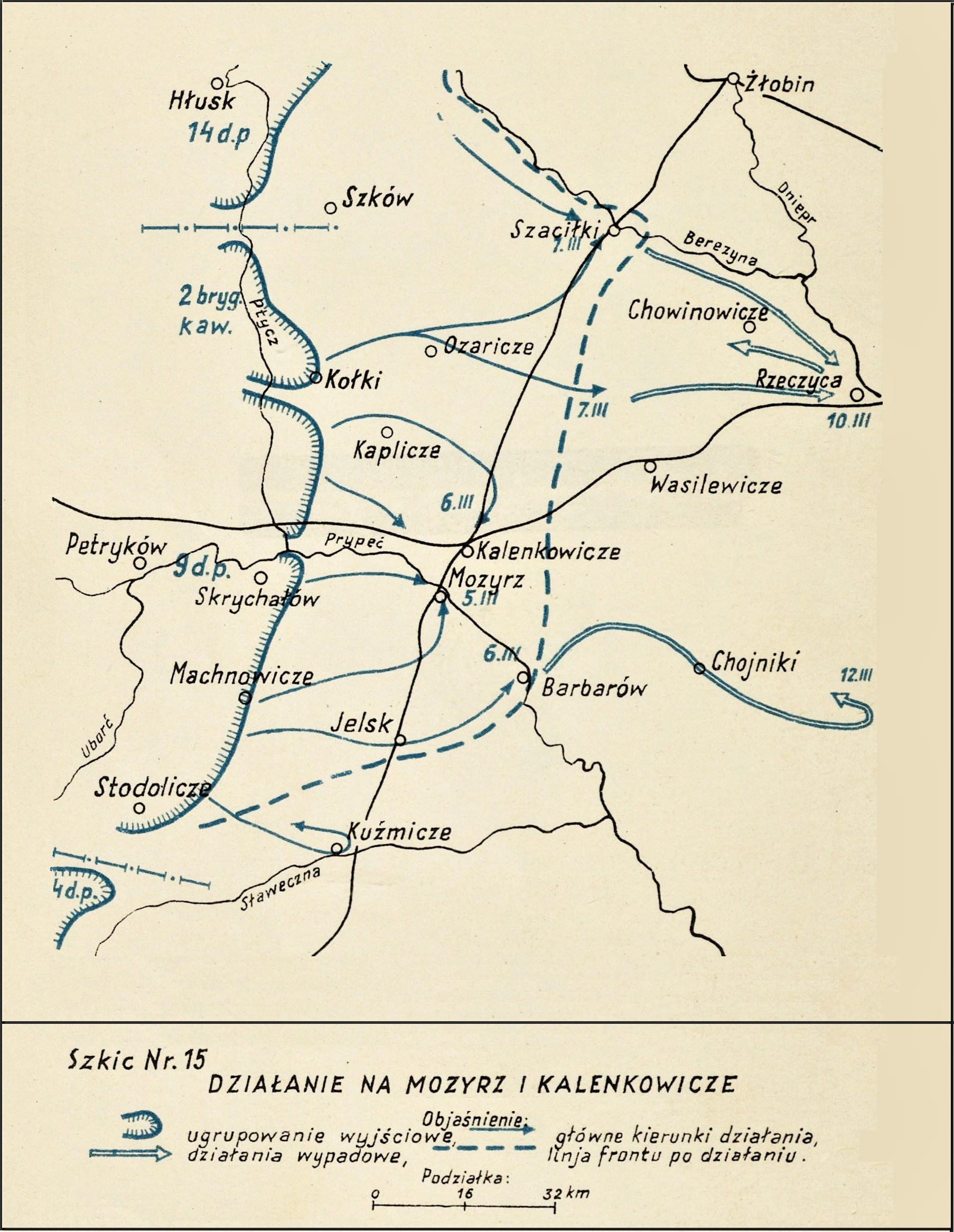
Adam Przybylski,
Wojna Polska 1918–1921

Bitwa pod Jełaniem – walki oddziałów polskiej 14 Wielkopolskiej Dywizji Piechoty gen. Daniela Konarzewskiego z sowiecką 17 Dywizją Strzelców toczone w okresie wojny polsko-bolszewickiej.

## Geneza
Zimą 1919/1920 na froncie polsko-sowieckim odnotowywano tylko działania lokalne. Linia frontu była rozciągnięta od środkowej Dźwiny, wzdłuż Berezyny, Uborci, Słucza, po Dniestr. Zastój w działaniach wojennych obie strony wykorzystywały na przygotowanie się do decydujących rozstrzygnięć militarnych planowanych na wiosnę i lato 1920
Jeszcze jesienią 1919 ówczesny dowódca 9 Dywizji Piechoty płk Władysław Sikorski zaproponował uderzenie na Mozyrz i Kalinkowicze. Jego zdaniem opanowanie tych miejscowości przerwałoby linię kolejową Piotrogród–Orsza–Żłobin–Kalinkowicze–Żmerynka, która łączyła trzy fronty sowieckie: Północny (estoński i łotewski), Zachodni (polski) i Południowy (skierowany przeciw Denikinowi), a wojskom polskim umożliwiłoby wyjście z błot poleskich i umocnienie się na suchym terenie „półwyspu” mozyrskiego. Do tej koncepcji wrócono na początku roku 1920. Naczelny Wódz Józef Piłsudski wydał 26 lutego 1920 rozkaz skierowany do dowódcy Grupy Poleskiej płk. Władysława Sikorskiego uderzenia na Mozyrz i Kalinkowicze.
6 marca 9 Dywizja Piechoty opanowała linię kolejową Kalenkowicze – Szaciłki, podjęła działania wzdłuż prawego brzegu Berezyny i zajęła Jakimowską Słobodę. Tym samym nawiązana została łączność z oddziałami 14 Wielkopolskiej Dywizji Piechoty gen. Daniela Konarzewskiego. Cel operacji został osiągnięty.
16 marca Sowieci wyprowadzili kontruderzenie i opanowali Jakimowską Słobodę oraz Szaciłki.

## Walczące wojska
| Jednostka                   | Dowódca                  | Podporządkowanie     |
| Wojsko Polskie              |                          |                      |
| 14 Dywizja Piechoty         | gen. Daniel Konarzewski  | 4 Armia              |
| ⇒ 55 pułk piechoty          | ppłk Gustaw Paszkiewicz  | 14 Dywizja Piechoty  |
| →I/55 pułku piechoty        |                          |                      |
| ⇒ 56 pułk piechoty          |                          |                      |
| → III/56 pułku piechoty     | kpt. Stanisław Siuda     |                      |
| ⇒ 58 pułk piechoty          |                          |                      |
| → III/58 pułku piechoty     | por. Maksymilian Bartsch |                      |
| 9 Dywizja Piechoty          |                          |                      |
| ⇒ 15 pułk piechoty          |                          | 9 Dywizja Piechoty   |
| ⇒ 63 pułk piechoty          |                          | przydzielony do 9 DP |
| 2 Brygada Jazdy             |                          |                      |
| ⇒ 3/3 pułku ułanów          |                          |                      |
| ⇒ 14 pułk artylerii polowej |                          |                      |
| → 7 bateria                 | ppor Gadomski            |                      |
| Armia Czerwona              |                          |                      |
| ⇒ 17 Dywizja Strzelców      |                          | 15 Armia             |

## Walki pod Jełaniem
W marcu 1920 oddziały sowieckiej 17 Dywizji Strzelców toczyły walki pod Szaciłkami i Jakimowską Słobodą i poniosły znaczne straty. Dowództwo sowieckie przez blisko dwa tygodnie porządkowało i uzupełniało swoje oddziały nie podejmując akcji zaczepnych. Po stronie polskiej front nad Berezyną od Domanowicz przez Szaciłki i Jakimowską Słobodę do jeziora Świed obsadził 56 pułk piechoty, wzmocniony I batalionem 55 pułku piechoty. Na prawym skrzydle stacjonowała 2 Brygada Jazdy, a na stanowiskach obronnych pozostawał 15 pułk piechoty z 9 Dywizji Piechoty. 28 marca Sowieci uderzyli na Jakimowską Słobodę. Twarda obrona oddziałów polskich powstrzymała ich natarcie. Wtedy na południowym wschodzie od miejscowości rozpoczęli koncentrację całej 17 Dywizji Strzelców z zamiarem odbicia Szaciłek i Jakimowskiej Słobody, a następnie rozwinięcia ofensywy na Kalenkowicze i Mozyrz.
Sowieckie natarcie
Kolejne sowiecki natarcie ruszyło 3 kwietnia i uderzyło w prawe skrzydło II/56 pułku piechoty broniącego się nad jeziorem Świed i w lewe skrzydło 15 pułku piechoty pod Borowikami. 15 pułk piechoty nie wytrzymał uderzenia i 4 kwietnia wycofał się z Szupiejek i Chutoru w kierunku na Jełań. Na zagrożony odcinek dowództwo 14 Dywizji Piechoty skierowało odwodowe III/56 pp oraz I/55 pp z 7 baterią 14 pap. Nad zgrupowaniem liczącym około 800 żołnierzy, 22 ckm-y i 4 działa dowodzenie objął kpt. Stanisław Siuda. Atak rozpoczęto tuż po północy 5 kwietnia prowadząc go wzdłuż drogi z Grzebienia. Dwie kompanie I/55 pp rozwinęły się na zachód od tej drogi, dwie kompanie III/56 pp na wschód od niej. Po jednej kompanii bataliony wydzieliły do odwodu dowódcy grupy.
Przeciwnik nie spodziewał się uderzenia od wschodniej strony. Przygotował linię obronną na zachodzie i tam skoncentrował większość sił. Flankowy atak polskiej piechoty wsparty 7 baterią 14 pap i szturm „na bagnety” spowodował, że po krótkiej walce Polacy rozproszyli dwa bataliony 17 Dywizji Strzelców i obsadzili Jełań. Sowieci wyprowadzili dwa kolejne kontrataki nacierając od wschodu i południa. Po ich niepowodzeniu dowództwo sowieckie skierowało na Jełań główne siły 17 Dywizji Strzelców, liczące około 3000 żołnierzy, 16 dział i ponad 40 ckm-ów. Atak sowieckich strzelców poprzedziła nawała ogniowa czterech baterii artylerii, a około 15.15 ruszyły do natarcia gęste tyraliery czerwonoarmistów. W toku walk polskie prawe skrzydło zaczęło się cofać. Włamanie przeciwnika zlikwidował kontratak kompanii odwodowej, wsparty ogniem 7 baterii. 
Około 18.00 na pole boju przybył 3 szwadron 3 pułku ułanów. Po zmroku Sowieci spróbowali jeszcze raz zdobyć Jełań. Obrońcy oświetlili rakietami przedpole, a przeciwnik poniósł ciężkie straty. Na prawym skrzydle Sowieci próbowali zastosować wojenny fortel. Gdy pierwsza tyraliera dotarła na 30-40 kroków do stanowisk obrony, czerwonoarmiści zaczęli rzucać karabiny i z podniesionymi do góry rękami poddawać się. Gdy żołnierze polscy wyszli z okopów, aby zabrać jeńców, w świetle nowej serii rakiet zauważyli, że „poddający się" trzymają w dłoniach granaty. Natychmiast wznowiono ogień, masakrując gęstą tyralierę nieprzyjaciela. Kiedy kontratak sowiecki został złamany, zaatakowali Polacy, wprowadzając do walki kompanie odwodowe, i odrzucili przeciwnika do skraju lasu. Ataki na dobrze okopaną polską piechotę przyniosły Sowietom wielkie straty. Około 300 czerwonoarmistów poległo lub zostało rannych, Polacy wzięli 98 jeńców, zdobyli 12 ckm-ów. Po stronie polskiej było 3 poległych i 9 rannych. 
6 kwietnia Jełań obsadził I batalion 22 pułku piechoty. Nazajutrz odparto kilka natarć pododdziałów 17 Dywizji Strzelców. Jednak wobec utraty przez 14 Dywizję piechoty wsi Borowiki i Jakimowskiej Słobody, oraz porażki 5 kompanii 56 pułku piechoty nad jeziorem Świed (część żołnierzy z dowódcą kompanii dostała się do niewoli) nocą z 8 na 9 kwietnia batalion wycofał się do Strakowicz. Na rubieży Szaciłki – Strakowicze  55. i 56 pułk piechoty definitywnie zatrzymały sowieckie natarcie. Ostatecznie walki stoczone na Polesiu w drugiej połowie marca i na początku kwietnia przyniosły Armii Czerwonej niewielkie zyski terenowe kosztem znacznych strat. Nie zrealizowano zasadniczego celu działań: odzyskania Mozyrza i Kalenkowicz.
Polski wypad 3 maja 1920
Dla uczczenia rocznicy Konstytucji 3 maja, III batalion 58 pp por. Maksymiliana Bartscha przebył bagna po zbudowanych przez siebie kładkach i w nocy uderzył na broniony przez 88 pułk strzelców Jełań. Zaskoczenie było całkowite, rozbito sowieckie oddziały, które wycofały się w okoliczne bagna. Straty nieprzyjaciela wyniosły kilkudziesięciu poległych, rannych i potopionych w bagnach. Polacy zdobyli siedem ckm-ów, tabor z zapasami amunicji i sprzętem telefonicznym.
Walki o Jełań toczone 7 maja 1920

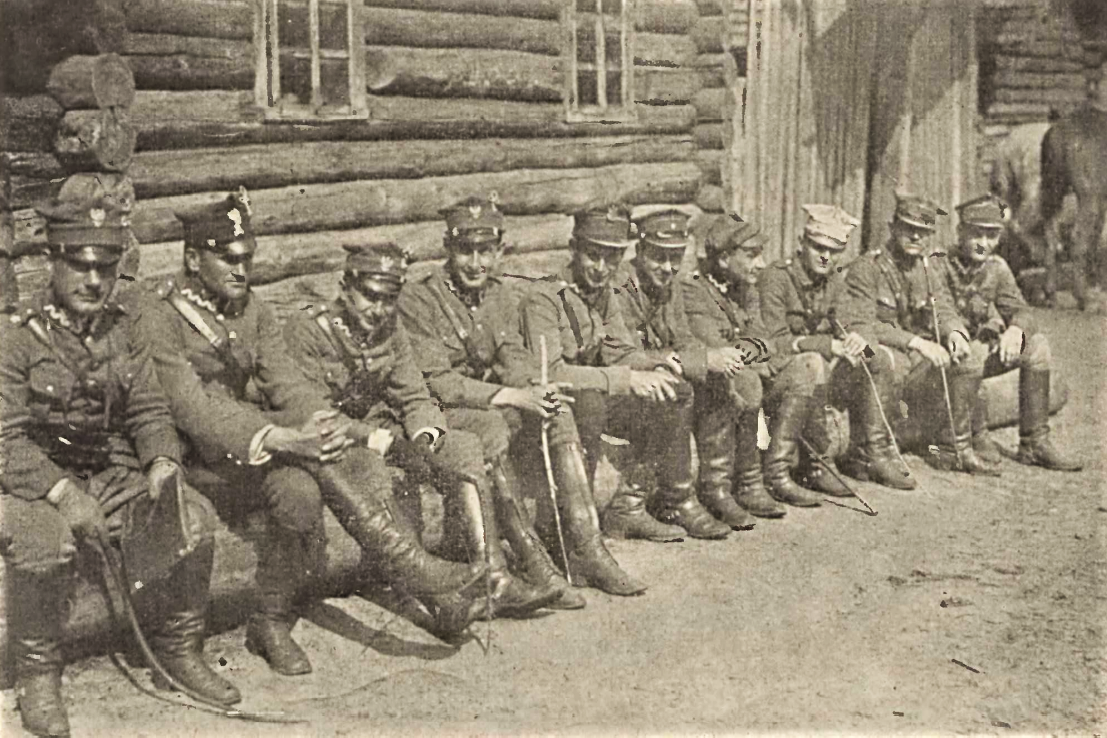
Grupa oficerów 63 Toruńskiego pułku piechoty i 14 pal Wlkp.

6 maja rozkaz opanowania Jełania otrzymał 63 pułk piechoty kpt. Władysława Koczorowskiego. Pułk jednocześnie miał odciąć odwrót oddziałom nieprzyjaciela wycofującym się traktem horwalskim z rejonu Jakimowskiej Słobody. Nocą z 6 na 7 maja, liczący 2051 żołnierzy i wsparty baterią 15 pułku artylerii polowej, 63 pułk piechoty swoimi siłami głównymi ruszył bezpośrednio na Jełań. Jego 7 i 8 kompania wykonywały manewr obejścia od północy. Do pierwszych walk doszło na przedpolach wsi. Po godzinnej walce Polacy przełamali sowiecką obronę i zdobyli umocnienia. Tu jednak dowódca pułku postanowił zatrzymać natarcie i czekać na wyniki działań oddziału obejścia. Obie kompanie zabłądziły jednak w lasach i przybyły pod Jełań z dużym opóźnieniem. W ten sposób przeciwnik uniknął okrążenia, a Sowieci wycofali się bez większych przeszkód na kolejne rubieże obrony.
Walka pod Jełaniem była uwieczniona na chorągwi 63 Toruńskiego pułku piechoty w napisie: „Jełań — 8.V.1920 rok”. Była to pierwsza walka pomorskiego pułku jaką stoczył on w wojnie polsko-bolszewickiej.